# Municipio de San Carlos Alzatate
Municipio de San Carlos Alzatate är en kommun i Guatemala.   Den ligger i departementet Departamento de Jalapa, i den södra delen av landet, 50 km öster om huvudstaden Guatemala City.